# Dachständer

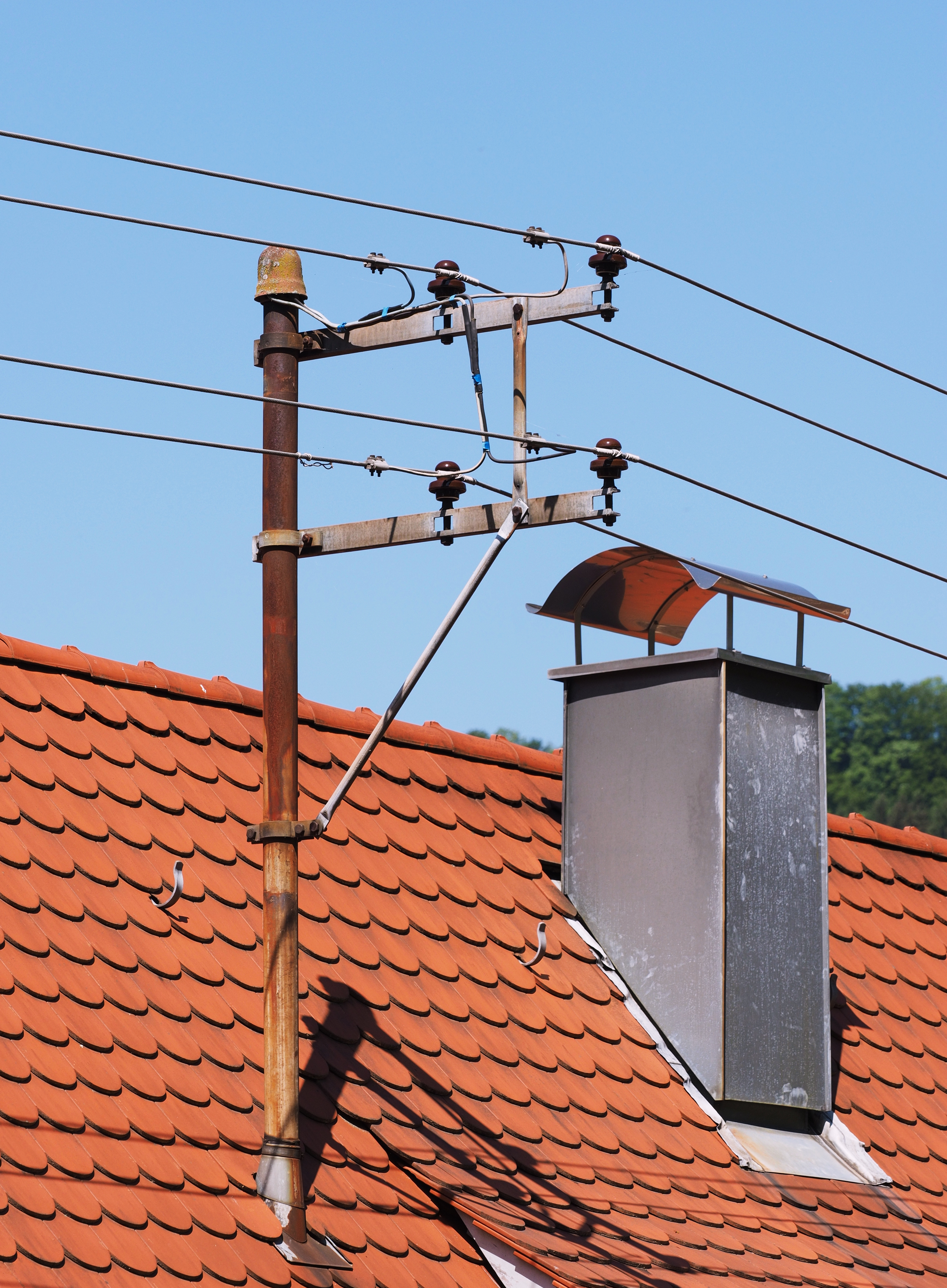
Dachständer auf einem Wohnhaus, mit Anzapfung zur Versorgung des Hauses

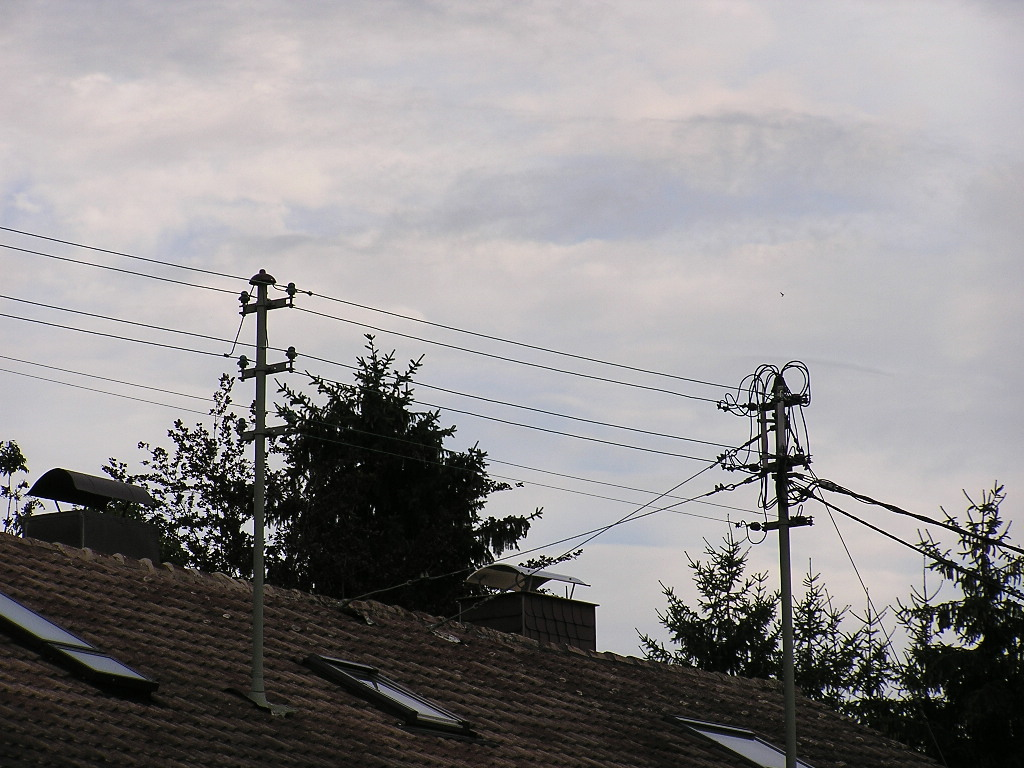
Zwei Dachständer in Frankfurt-Nieder-Erlenbach; am rechten geht die Freileitung in zwei Luftkabel über

Ein Dachständer ist ein auf einem Hausdach stehender kleiner Freileitungsmast, der vom Dachstuhl des Hauses getragen wird.

## Niederspannung
Bis in die 1970er Jahre wurden Niederspannungsnetze zur elektrischen Versorgung der einzelnen Häuser eines Wohngebiets überwiegend mit Freileitungen errichtet, die auf Dachständern von Haus zu Haus verlegt sind.
Zur Stromversorgung des betreffenden Hauses wird ein Kabel direkt am Dachständer an die Freileitung geklemmt und im Inneren des Dachständers ins Haus geführt. Der Hausanschlusskasten mit NH-Sicherungen befindet sich dann direkt unter dem Dach. Von dort führt eine Leitung zum Zähler- und Sicherungsschrank. In Niederspannungsnetzen werden Drehstromsysteme immer als Vierleitersystem ausgeführt, d. h. mit separatem Neutralleiter. Daneben gibt es auch zweipolige Stichleitungen für die Versorgung einzelner Häuser mit Einphasenwechselstrom.
Seit den 1970er Jahren wird die Stromversorgung in Neubaugebieten in Deutschland vornehmlich über Erdkabel vorgenommen; in vielen älteren Wohngebieten sind aber noch Freileitungen auf Dachständern anzutreffen, vor allem in ländlichen Regionen.
Vorteil von Dachständerleitungen gegenüber Erdkabeln ist die einfachere Verlegung und Wartung. Nachteilig sind eine erhöhte Blitzschlaggefahr und die Notwendigkeit, die Dachständerleitung von Bewuchs und anderweitiger Nutzung freizuhalten und für Dacharbeiten vorübergehend zu isolieren. Zudem wird das Aussehen der von Gebäude zu Gebäude führenden Leitungen oftmals als unschön empfunden. Die nachträgliche Umstellung auf erdverlegte Leitungen ist wegen der umfangreichen Erdarbeiten mit großem Aufwand verbunden.
Neben dem Versorgungsnetz können auch zusätzliche Leiter verlegt werden, beispielsweise zur Versorgung einer geschalteten Straßenbeleuchtung.

## Höhere Spannungen
Freileitungsmasten für Mittel- oder Hochspannungsnetze werden nicht als Dachständer ausgeführt, da die statischen Anforderungen solcher Masten schon wegen der höheren Sicherheitsabstände die Tragfähigkeit eines Dachstuhls übersteigen würden.
Ausnahmen:
- Die vom Kraftwerk Kozienice abgehenden Hochspannungsleitungen sind auf Dachständern auf dem Kraftwerksdach verlegt. Deren niedrige Bauhöhe ist in diesem Fall vertretbar, weil das Gebäude – und damit auch das Dach – nur von Fachpersonal betreten wird. Allerdings reicht die Konstruktion bei derartigen Dachständern wegen der hohen statischen Anforderungen noch weit in das Bauwerk hinein.
- Ein dachständerähnlicher Mast einer Bahnstromleitung steht in Deutschland als Mast Nr. 9108 in einem Schuppen im Güterbahnhof in Fulda.[3]  Tatsächlich steht der Mast im Inneren des Schuppens auf dem Boden und durchbricht das Dach lediglich, es handelt sich damit nicht um einen eigentlichen Dachständer.

## Fernmeldetechnik
Dachständer für Telefon-Freileitungen gibt es heute in Deutschland nicht mehr.